# Меркуралии
Меркура́лии — древнеримский праздник в честь Меркурия. Проходил ежегодно в майские иды (15 мая). В этот день в 495 году до н. э. в Риме был освящён храм в честь Меркурия, расположенный рядом с Большим цирком.
Детальное описание праздника содержится в «Фастах» Овидия. В этот день торговцы, чьим богом-покровителем являлся Меркурий, приходили к священному источнику у Капенских ворот. После жертвоприношений они черпали из источника воду, которой после окропляли свои товары. Одновременно они просили прощения у бога за свои прегрешения, обманы и ложные клятвы, а также просили успеха в торговле. В этот день также совершали особые торжественные жертвоприношения Меркурию и его матери Майе в посвящённом богу торговли храме.